# Alexander Reichardt
Alexander Reichardt (Paks, Hongria, 17 d'abril, 1825 - Boulogne-sur-Mer (França), 14 de maig, 1885) fou un tenor austrohongarès.
Va rebre la seva primera instrucció de música d'un oncle i va fer la seva primera aparició als divuit anys al teatre de Lemberg (aleshores a l'imperi austríac) com Rodrigo en Otello de Rossini. El seu èxit el va portar a Viena, on es va dedicar a l'òpera de la cort, i va completar la seva formació sota Alfredo Catalani, etc. En aquest moment era molt reconegut per la seva cantada dels Lieder de Beethoven i Schubert, i el van sol·licitar per tots els voltants. El príncep Esterhazy li va acordar el títol honorífic de Kammersänger. El 1846 va fer un tournée per Berlín, Hannover, etc., a París, tornant a Viena. El 1851 va fer la seva primera aparició a Anglaterra, cantant a la Unió Musical, el 6 de maig i a la Filharmònica, el 12 de maig, a molts altres concerts i, finalment, a la seva Majestat. En la temporada següent va tornar i va cantar el Romeu i Julieta de Berlioz al nou concert filharmònic del 14 d'abril, també a la Simfonia Coral, al Faust de Berlioz i al "Walpurgisnight" i va gaudir d'una popularitat molt gran tant amb cançons com en peces més serioses.
D'aquesta època fins al 1857 passà cada temporada a Anglaterra, cantant en concerts, i a la Royal Opera, l Theatre Royal Drury Lane i al Her Majesty's Theatre, on va omplir les parts del comte a El barber de Sevilla, Raoul de Nangis a Les Huguenots, Belmonte Die Entführung aus dem Serail (El rapte del serrall), Florestan a Fidelio, Don Ottavio a Don Giovanni, etc. El seu Florestan va ser una personalització molt exitosa i, en aquesta part, es va dir que havia posat les bases de la popularitat que tan bé ha guanyat i mantingut a Londres.

També va aparèixer amb molt d'èxit a l'oratori. Als teatres de les altres ciutats d'Anglaterra va esdevenir un favorit gairebé tan gran com a Londres. El 1857 va donar el seu primer concert a París, a la Salle Erard, i la següent frase del reportatge de Berlioz sobre la representació donarà una idea del seu estil i veu. 
| «                      | M. Reichardt és un tenor de la primera volada: dolç, tendre, simpàtic i encantador. Gairebé totes les seves peces van ser redemanadades i les va tornar a cantar sense cap signe de fatiga. | » |
| — Hector Berlioz, 1857 | |   |

 Poc després d'això es va establir a Boulogne-sur-Mer. Tot i que es va retirar dels escenaris, no restà ociós. Va organitzar una societat filharmònica a Boulogne; fou president de l''Académie Communale de Musique, i els seus concerts ocasionals en benefici de l'hospital, on una sala es titula «Fondation Reichardt», no només foren molt productius de fons, sinó que foren esdeveniments musicals de la ciutat.
Reichardt també fou una mica compositor. Algunes de les seves cançons, especialment «Thou art so near» (Tu ets tan a prop), van ser molt populars en la seva època.